# Карл V
Вижте пояснителната страница за други личности с името Карл V.
Карлос I пренасочва насам.  За други личности с името Карлос вижте Карлос.
Карл V (* 24 февруари 1500; † 21 септември 1558) е император на Свещената Римска империя от 1519 до неговата абдикация през 1556. Той управлява още това, което днес е Испания, като Карлос I Испански от 1516 до 1556. Като наследник на Хабсбургите – една от четирите водещи династии в Европа – той обединява в лична уния обширни владения, включващи Свещената Римска империя, Кралство Арагон, Кралство Кастилия, Кралство Неапол, Кралство Сицилия, Бургундска Нидерландия и испанските колонии в Америка. При своето оттегляне той разделя владенията си между сина си Филип и брат си Фердинанд.
Обединявайки наследството на германските Хабсбурги, Бургундската династия и испанското наследство на майка си, Карл преминава етническите и национални граници. Неговото мото „Plus Oultre“ („Все по-нататък“) продължава да е девиз на Кралство Испания.

## Произход и ранни години
Карл е роден във фламандския град Гент през 1500 г. Син е на Филип Бургундски и Хуана Кастилска Лудата. Родителите на баща му са император Максимилиан I и Мария Бургундска, а поради ранната смърт на майка му е отгледан от леля си Маргарита Австрийска (1480–1530). Родителите на майка му са Фердинанд II Арагонски и Изабела I Кастилска, чийто брак за първи път обединява техните кралства в това, което днес е Испания. Леля му по майчина линия Катерина Арагонска е кралица на Англия и първа съпруга на Хенри VIII. Братовчедка на Карл е Мария I Тюдор, която се омъжва за неговия син Филип.
Културата и дворцовият живот на бургундските Ниски земи оказват важно влияние в ранните му години. Той владее пет езика: фламандски, немски, испански, френски и италиански. Говори френски като роден и фламандски от детските си години, по-късно прибавя към тях приемлив испански (което е едно от изискванията на кастилските Кортеси, за да стане крал на Кастилия) и малко немски. На него се приписва цитатът, че говори „на испански с Бог, на италиански с жените, на френски с мъжете и на немски с коня си.“
От бургундските си предци той наследява неясни отношения с кралете на Франция, макар че владее добре френски език и познава френската култура. На младини често посещава Париж, тогава най-големият град в Западна Европа. За него: „Париж не е град, а Вселена“ (Lutetia non urbs, sed orbis). Но Карл наследява също така традицията на политическа и династична вражда между кралската и бургундската части на династия Валоа. Този конфликт се усилва от това, че едновременно оглавява Свещената Римска империя и Кралство Испания.
Въпреки че Испания е ядрото на неговото кралство, в нея той никога не бива напълно възприет и особено в ранните си години се чувства като чужденец. Не може да говори много добре испански, тъй като не му е първи език. Въпреки това прекарва по-голямата част от живота си в Испания, включително и последните си години, прекарани в манастир.
Наставник на Карл на младини е Адриан от Утрехт, по-късно папа Адриан VI.

## Управление

### Бургундия и Ниските земи
През 1506 Карл наследява бургундските територии на своя баща, най-вече Ниските земи и Франш-Конте, повечето от които са феоди на Свещената Римска империя, с изключение на родната му Фландрия, която de iure е все още френски феод, последен остатък от това, което е било могъщ играч в Стогодишната война. Негов регент до пълнолетието му през 1515 г. е леля му Маргарита Австрийска (1480–1530). Скоро тя се оказва във война с регента на краля на Франция относно това дали Карл трябва да плаща данък на френския крал за Фландрия, както преди това е правел баща му.
Карл разширява бургундската територия чрез присъединяването на Турне, Артуа, Утрехт, Гронинген и Гелдерс. Седемнадесетте провинции са обединени от предците на Карл, но номинално са феоди или на Франция, или на Свещената Римска империя. През 1549 Карл издава прагматична санкция, обявявайки Ниските земи за единна същина, на която неговото семейство са наследници.
Ниските земи заемат важно място в империята. За Карл V в частност те са мястото, където е прекарал детството си. Поради търговията, индустрията и богатите градове, те са важни и за хазната.

### Испания
Със смъртта на своя дядо Фердинанд II на 30 май 1516, Карл наследява неговите владения, които включват Кралство Арагон, Неапол, Сицилия и Сардиния. Той става също съвместен владетел на Кастилия заедно със своята луда майка Хуана Кастилска. Заедно с кастилската корона той получава също Навара, Гранада и испанските владения в Новия свят. За пръв път короните на Кастилия и Арагон са обединени от един човек. Преди това всеки от двойката Фердинанд и Изабела е имал суверенитет в собственото си кралство, но в другото е управлявал единствено благодарение на другия.
Карл пристига в новите си кралства през есента на 1517. Неговият регент Хименес де Сиснерос отива да го посрещне, но по време на пътуването се разболява (има съмнение в отравяне) и умира, преди да се срещне с краля. Поради факта, че трябва да царува заедно с майка си, преговорите с кастилските Кортеси се оказват трудни и Карл в крайна сметка е приет при следните условия: ще се научи да говори кастилски; няма да назначава чужденци; забранено му е да изнася ценни метали от Кастилия; ще се съобразява с правата на своята майка, кралица Хуана. Кастилските кортеси го признават във Валядолид през 1518 г. През 1519 г. той е коронясан и пред арагонските кортеси в Сарагоса и след това пред каталонските кортеси на княжество Каталония.
Карл е признат за суверенен владетел, въпреки че испанците не възприемат лесно имперския начин на управление. Испанските монарси дотогава имат ограничена от законите власт; монархията е договор с народа. При Карл тя става абсолютна, въпреки че до смъртта на майка му през 1555 г. Карл няма пълна власт върху кралството.
Скоро срещу императора назрява съпротива поради тежките данъци (необходими са финанси за водене на външни войни, от които кастилците нямат никакъв интерес) и поради това, че Карл е склонен да назначава на високи постове в Испания и Америка фламандци, игнорирайки кастилските кандидати. Кулминацията на съпротивата, обединила градове-комуни, грандове и дребни благородници, е въстанието на комунеросите от 1520 г., което е потушено. Като следствие от размириците Карл остава трайно в Испания между 1522 и 1530 г. и взема мерки за заздравяване и укрепване на своята власт. Столицата на кралството е преместена от Толедо в Мадрид, където той се чувства по-сигурен. Кралят възлага управлението на Кастилия и Арагон на самостоятелни съвети. През 1524 г. са създадени министерства на външните работи, финансите, сухопътните войски и на флота, като последното се занимава и с колониите. Императорът назначава вицекрале на владенията в Америка – един в Мексико и друг в Латинска Америка.
Като върховен главнокомандващ и император Карл отделя голямо внимание на поддържането на боеспособна армия, една от най-дисциплинираните в Европа. Това проличава особено по време на войните с Франция и Италия (1516 – 1559).

### Америка
По време на управлението на Карл териториите в Нова Испания са значително разширени от конкистадори като Ернан Кортес и Франсиско Писаро, които карат империите на ацтеките и инките да се сгромолясат за по-малко от десетилетие. Прибавени към околосветското пътешествие на Магелан от 1522, тези успехи убеждават Карл, че той има божествена мисия да стане водач на един християнски свят, който все още вижда голяма заплаха в исляма. Разбира се, завоеванията освен всичко друго спомагат за затвърждаването на властта на Карл, осигурявайки на хазната огромни количества ценни метали. Както отбелязва конкистадорът Бернал Диас: „Ние дойдохме, за да служим на Бог и на Негово Величество, ... но и също за да забогатеем.“  През 1550 Карл свиква конференция във Валядолид, за да бъде обсъдена моралността на привилегированото население в Испанска Америка.

### Свещената Римска империя
След смъртта на своя дядо по бащина линия Максимилиан I през 1519, Карл наследява хабсбургските земи в Австрия. Той също така е главен кандидат на електорите за наследството на цялата Свещена римска империя, а има и помощта на богатата банкерска фамилия на Фугерите, които гарантират обещаните от Карл суми (850 000 гулдена) на германските владетели. Карл успява да измести другия претендент – френския крал Франсоа I (поддържан от папа Лъв X, но ненавиждан от другите германски владетели) – и бива избран на 28 юни 1519. През 1530 г. е коронясан за свещен римски император от папа Климент VII в Болоня и е последният император, получил папска коронация.
Карл е свещен римски император над германските кралства, но истинската му власт е ограничена от князете. Протестантството получава голяма подкрепа в Германия и Карл, за да не позволи това да се случи и в Нидерландия, установява Инквизиция още през 1522 г. През 1550 г. за всички видове ерес е въведено смъртно наказание. Политическата опозиция също е постоянно контролирана, най-вече в родното му място, където Карл лично потушава Гентския бунт през 1539 г.

### Конфликти с Франция
Голяма част от управлението на Карл е заето от конфликтите с Франция, която се оказва обградена от негови владения и все още предявява претенции в Италия. Първата война с най-големия враг на Карл Франсоа I започва през 1521. Карл се съюзява с Англия и папа Лъв X срещу Франция и Венеция и постига значителни успехи, изтласквайки французите от Милано и побеждавайки и пленявайки Франсоа в битката при Павия през 1525. За да получи свободата си, френският крал е принуден да отстъпи Бургундия на Карл чрез унизителния Мадридски договор (1526). Когато е пуснат на свобода обаче, Франсоа кара парижкия парламент да отхвърли договора, тъй като е бил подписан по принуда. След това Франсоа се присъединява към Лигата на Коняк, която папата формира заедно с Хенри VIII, Венеция, Флоренция и Милано за съпротива срещу имперското господство в Италия. В последвалата война извършеното от Карл разграбване на Рим (1527) и фактическото арестуване на папа Климент VII през 1527 не му позволяват да анулира брака между Хенри VIII от Англия и лелята на Карл Катерина Арагонска, което води до важни последици. В други аспекти войната е неубедителна. В Камбрийски договор от 1529, наречен „Мирът на дамите“, тъй като е договорен от лелята на Карл и майката на Франсоа, френският крал оттегля претенциите си в Италия, но запазва контрола над Бургундия.
Трета война избухва през 1535, когато със смъртта на последния граф на Милано от рода Сфорца, Карл назначава собствения си син, Филип, в графството, въпреки претенциите на Франсоа върху него. Тази война също е неубедителна. Франсоа се проваля в опита си да превземе Милано, но успява да покори повечето земи на съюзника на Карл графът на Савой, включително неговата столица, Торино. Примирие в Ница през 1538 на основата на uti possidetis слага край на войната, но издържа само за кратко. Войната продължава през 1542, като Франсоа вече се е съюзил с османския султан Сюлейман I, докато Карл отново е в съюз с Хенри VIII. Въпреки покоряването на Ница от френско-османска флота, французите въпреки всичко не успяват да напреднат към Милано, докато съвместна англо-имперска инвазия в Северна Франция, предвождана лично от Карл, постига известни успехи, но впоследствие е прекратена, което води до ново примирие и възстановяване на status quo ante през 1544.
Последната война избухва при сина и наследник на Франсоа, Анри II, през 1551. В тази война Анри постига ранни успехи в Лотарингия, където той превзема Метц, но се проваля при френските офанзиви в Италия. Междувременно Карл абдикира, оставяйки войната в ръцете на своя син, Филип II и своя брат, Фердинанд I.

### Конфликти с Османската империя
Карл воюва продължително с Османската империя и нейния султан Сюлейман Великолепни. Експедициите на османските сили по средиземноморския бряг представляват заплаха за Хабсбургските земи и християнския монопол в търговията по Средиземноморието. В Централна Европа турската инвазия е спряна при Виена през 1529. През 1535 Карл печели важна победа в Тунис (когато Сюлейман I е в свещените земи, за да потуши въстание), но през 1536 Франсоа I се съюзява със Сюлейман срещу Карл. Докато Франсоа е убеден да подпише мирен договор през 1538, той отново се съюзява с османците през 1542. През 1543 Карл се съюзява с Хенри VIII и принуждава Франсоа да подпише мирен договор. По-късно Карл подписва унизителен договор с османците, за да получи малко отдих от огромните разходи по войната с тях, въпреки че тя не е приключила. Въпреки това протестантските сили в райхстага на Свещената Римска империя често гласуват против отпускане на средства за войните му с турците, тъй като много протестанти виждат в напредването на турците опозиция на католическите сили. Големият унгарски разгром в битката при Мохач от 1526 „изпраща вълна от ужас из Европа“.

### Хуманизъм и Реформация
Като император на Свещената Римска империя, Карл изправя Мартин Лутер пред Вормския райхстаг през 1521, обещавайки му безопасно провеждане, ако се появи. Той изначално отхвърля Лутеровата идея за реформация като „Спор между монаси“. По-късно същата година той обявява Лутер и последователите му извън закона, но е зает с други грижи и не успява да заклейми протестантството.
От 1524 до 1526 протича селския бунт в Германия, а през 1531 – формирането на лутеранската Шмалкалденска лига. Карл делегира нарастващата отговорност за Германия на своя брат Фердинанд I, докато той се концентрира върху външните проблеми.
През 1545 с откриването на Трентския събор започва Контрареформацията и Карл печели за католическата кауза някои от князете на Свещената Римска империя. Той също така напада Шмалкалденската лига през 1546 и в битката при Мюлберг побеждава саксонския електор Йоан Фридрих и изпраща в затвора Филип Хесенски през 1547. С Аугсбургското временно постановление от 1548 той създава доктринен компромис, който според него може да бъде използван от католици и протестанти. По-постоянно решение на въпроса се постига чрез Аугсбургския мир от 1555.

## Абдикация и късни години
През 1556 Карл абдикира от различните си титли, преотстъпвайки своята Испанска империя (Испания, Нидерландия, Неапол и испанските владения в Америките) на своя син Филип II Испански. Той оставя своите династични австрийски земи и Свещената Римска империя на своя брат, Фердинанд. Карл се оттегля в манастира Юсте в Естремадура, но продължава да поддържа обширна кореспонденция и да проявява интерес към ситуацията в империята. Той страда от остра форма на подагра и някои учени смятат, че Карл V решава да абдикира след като през 1552 подаграта става причина да отложи опита си да превземе град Метц, където по-късно е победен.
Карл умира от малария на 21 септември 1558. Двадесет и шест години по-късно неговите останки са преместени в Кралския пантеон на манастира Сан Лоренцо де Ел Ескориал.

## Брак и деца
На 10 март 1526 Карл се жени за първата си братовчедка Изабела Португалска, сестра на Жуау III Португалски. Те имат децата:
- Филип II Испански (1527 – 1598), единственият син, който доживява зряла възраст;
- Мария Испанска (1528 – 1603), която се жени за своя братовчед император Максимилиан II (Свещена Римска империя);
- Хуана Австрийска (1535 – 1573).

- Изабела Португалска 
худ.Тициан
- Филип II Испански
 худ. Антонио Моро
- Мария Испанска
- Хуана Австрийска

Карл е известен също и с многото си любовници. Две от тях раждат двама бъдещи губернатори на Нидерландия:
- Йоана Мария ван дер Гейнст ражда Маргарита Пармска ;
- Барбара Бломберг ражда Хуан Австрийски.

- Маргарита Пармска
- Хуан Австрийски